# Капусьники
Капусьники (пол. Kapuśniki) — село в Польщі, у гміні Мохово Серпецького повіту Мазовецького воєводства.
Населення — 66 осіб (2011).
У 1975-1998 роках село належало до Плоцького воєводства.

## Демографія
Демографічна структура станом на 31 березня 2011 року:
|          | Загалом | Допрацездатний вік | Працездатний вік | Постпрацездатний вік |
| -------- | ------- | ------------------ | ---------------- | -------------------- |
| Чоловіки | 31      | 7                  | 21               | 3                    |
| Жінки    | 35      | 5                  | 20               | 10                   |
| Разом    | 66      | 12                 | 41               | 13                   |